# Lidah Wetan
Lidah Wetan is een bestuurslaag in het regentschap Soerabaja van de provincie Oost-Java, Indonesië. Lidah Wetan telt 11.842 inwoners (volkstelling 2010).